# Starkenberg
Starkenberg település Németországban, azon belül Türingiában. Lakosainak száma 1802 fő (2023. december 31.).

## Népesség
A település népességének változása:
| Lakosok száma | 1890 | 1872 | 1833 | 1832 | 1802 |
|               | 2017 | 2019 | 2021 | 2022 | 2023 |